# Deutsches Panorama
Deutsches Panorama war ein Nachrichtenmagazin, das monatlich (zeitweise 14-täglich) von Januar 1966 bis Juni 1967 in Hamburg beim P & E Information Verlag GmbH & Co. erschien und im Druckhaus Deutz in Köln um bis Mitte März 1966 im Offsetdruck gedruckt und für rund 2 DM verkauft wurde. Danach wurde es im günstigeren Hochdruckverfahren im Hamburger Buchdruckerei und Verlagsanstalt Auerdruck produziert und für rund 1,50 DM verkauft. Es gab nur 26 Ausgaben mit einem ersten Jahrgang 1966 mit 15 Stück, dabei war die erste Ausgabe eine Doppelnummer sowie ein zweiter Jahrgang 1967 mit 11 Stück (1–11/67). Die Auflage sank Ende 1966 auf 74.013 Exemplare und zuletzt auf rund 50.000 Exemplare.
Chefredakteur war Gert von Paczensky. Weitere Redakteure waren unter anderem Bernt Engelmann, Sebastian Haffner, Eugen Kogon, Frank Arnau, Dieter Hildebrandt, Horst Peets, Manfred Delling. Herausgeber waren Paczensky und Engelmann. Einige der Mitarbeiter hatten zuvor für die NDR-Magazinsendung Panorama gearbeitet.
Bekannt wurde die Zeitschrift durch Recherchen im HS-30-Skandal sowie einen Vorabdruck zu Vorschlägen des Bundesministers für innerdeutsche Beziehungen, Herbert Wehner (SPD), zur Deutschland-Politik und zu Themen der sexuellen Aufklärung.